# 肯·弗拉赫
肯尼斯·艾略特·弗拉赫（英語：Kenneth Eliot Flach，1963年5月24日—2018年3月12日），美国已故男子网球运动员，生于密苏里州圣路易斯。他曾代表美国参加1988年夏季奥林匹克运动会网球比赛，获得男子双打金牌。他于2018年在旧金山去世，享年54岁。